# Grattacieli
Pour plus de détails, voir Fiche technique et Distribution.
Grattacieli est un film italien réalisé par Guglielmo Giannini, sorti en 1943. 
L'histoire du film est tirée de la comédie de Guglielmo Giannini. Tourné en pleine guerre, c'est un film policier à l'ambiance américaine.

## Synopsis
Pendant une fête entre amis dans l'appartement au sommet d'un gratte-ciel américain organisée par son riche propriétaire, un des invités tombe dans le vide alors qu'il tentait d'embrasser une fille sur la terrasse, et meurt.
La police, sous la conduite de l'inspecteur Stoll, intervient immédiatement et mène les premières enquêtes et les premiers interrogatoires de tous les présents. Une vérité émerge : le mort a été frappé à la tête avant de chuter de la terrasse.
À la fin, le coupable sera identifié comme le propriétaire des lieux, qui expiera son crime en étant tué à son tour.

## Fiche technique
- Titre original : Grattacieli
- Réalisation : Guglielmo Giannini
- Scénario : Guglielmo Giannini, d'après sa comédie Grattacieli
- Direction artistique : Mario Rappini
- Décors : Italo Tomassi (non crédité)
- Photographie : Vincenzo Seratrice
- Son : Nello Di Paolo
- Montage : Gabriele Varriale
- Musique : Mario Ruccione
- Direction musicale : Mario Rappini
- Société(s) de production : Cines, Juventus Film
- Société(s) de distribution : Ente Nazionale Industrie Cinematografiche (ENIC)
- Pays d’origine :  Italie
- Langue originale : italien
- Format : noir et blanc
- Genre : Film policier
- Durée : 69 minutes
- Dates de sortie : 17 juin 1943

## Distribution
- Renato Cialente : Jim Mayer
- Luigi Pavese : Ispettore Stoll
- Paolo Stoppa : Francis Milestone
- Vanna Vanni : Anna Maloney
- Elena Maltzeff : Evelyn Maloney
- Guido Notari
- Luisa Garella
- Ivonne Giannini
- Ernesto Sabbatini
- Enzo Gainotti

## Accueil
Sur la revue Film du 6 novembre 1943, on lit : « Le film policier n'a jamais eu trop de succès chez nous… L'histoire du gangster tombé du gratte-ciel grâce à l'impulsion d'une jeune fille éméchée, telle que la raconte ce film, n'intéresse personne. Une Amérique de Prisunic (version originale : da Upim), nettement de quartier. La réalisation est brouillonne et ne réussit même pas à donner ce souffle indispensable aux films policiers ».

## Crédit de traduction
- (it) Cet article est partiellement ou en totalité issu de l’article de Wikipédia en italien intitulé « Grattacieli (film) » (voir la liste des auteurs).